# Wadim Lwowitsch Gurewitsch
Wadim Lwowitsch Gurewitsch (russisch Вадим Львович Гуревич; * 4. Juni 1934 in Leningrad; † 19. Dezember 2021 in Sankt Petersburg) war ein sowjetischer und russischer Physiker und Hochschullehrer.

## Leben
Gurewitsch war der Sohn des Physikers Lew Emmanuilowitsch Gurewitsch und Neffe Olga Emmanuilna Gurewitschs (1897–1983), zweite Frau des Agrarökonomen, Hochschullehrers und Kunstsammlers Alexander Wassiljewitsch Tschajanow. Gurewitsch studierte an der physikalischen Fakultät der Universität Leningrad (LGU) mit Abschluss 1956.
Nach dem Studium arbeitete er im Halbleiter-Institut der Akademie der Wissenschaften der UdSSR (AN-SSSR, seit 1991 Russische Akademie der Wissenschaften (RAN)) in Leningrad. Er verteidigte 1960 seine Kandidat-Dissertation und 1965 seine Doktor-Dissertation. 1971 folgte die Ernennung zum Professor und Leiter der Abteilung für physikalische Kinetik. 1972 wurde das Halbleiter-Institut mit dem Physikalisch-Technischen Institut (FTI) der AN-SSSR vereinigt. Zu Gurewitschs Schülern gehörte Alexander Taganzew.
Gurewitschs Forschungsschwerpunkt war die Physik der Kondensierten Materie. Er war ein Pionier der Untersuchung der Kinetik der Phononen und Elektronen in Makro- und Mikrosystemen. Zusammen mit Kollegen prognostizierte er die Resonanzabsorption von akustischer, elektrischer und Lichtenergie in starken Magnetfeldern, die er Magnetphononresonanz nannte. Er prognostizierte eine riesige Schwingungsabsorption von Ultraschall in Metallen im Magnetfeld und entwickelte dazu die Theorie. Er stellte Verstärkungseffekte durch Stromdurchfluss für Ultraschallwellen in Halbleitern und Halbleiter-Dielektrikum-Schichtstrukturen fest, auf deren Grundlage akustoelektronische Bauelemente entwickelt wurden. Er ist Autor einer Vielzahl von Veröffentlichungen.
Gurewitsch war 1984–1991 Professor am Leningrader Polytechnischen Institut (LPI). 2000 wurde er zum Korrespondierenden Mitglied der RAN gewählt.
Er starb am 19n Dezember 2021 im Alter von 87 in seiner Heimatstadt.

## Ehrungen, Preise
- Staatspreis der UdSSR (1974 als Mitglied einer Forschergruppe)  für die Schaffung der theoretischen Grundlage der Akustoelektronik
- Orden der Völkerfreundschaft